# Gérard du Cauzé de Nazelle
Gérard Marie René du Cauzé de Nazelle, auch kurz Gerard de Nazelle, ist ein französischer Chemieingenieur und Manager sowie ehemaliger Direktor des Europäischen Innovations- und Technologieinstituts (EIT).

## Leben
Gérard de Nazelle studierte Chemieingenieurwesen am Institut national polytechnique de Lorraine in Nancy. Nach seinem Magisterabschluss wechselte er an die Technische Universiteit Delft, wo er in Physik mit einer Arbeit zur Wärmeleitfähigkeitsalterung von Polyurethanschäumen promoviert wurde.
Ab 1990 war er für Shell tätig, davon lange Zeit in Asien, insbesondere im Bereich petrochemischer Anlagen. Seit 2007 war de Nazelle konzernweit für Innovation und Forschung tätig mit Schwerpunkt auf umweltfreundlichen Technologien für nachhaltige Energiewirtschaft. Im September 2009 wurde er zum ersten Direktor des EIT ernannt. Im August 2010 trat er von dieser Funktion zurück und wechselte zurück in die Privatwirtschaft.